# Zbysław Owczarski
Zbysław Piotr Owczarski, né le 26 juillet 1963 à Kożuchów, est un homme politique polonais membre de La Pologne ensemble (PR).

## Biographie

### Formation et vie professionnelle
Il est diplômé de l'Académie d'éducation physique de Cracovie. Il devient ensuite professeur, puis haut fonctionnaire au bureau du maire de Wolbrom.

### Engagement politique
Il milite d'abord au sein de l'Accord du centre (PC), puis de l'Accord polonais des chrétiens-démocrates (PPChD). Il finit par rejoindre Droit et justice en 2002. Il est alors nommé vice-président de la voïvodie de Petite-Pologne. Aux élections locales de 2006, il est élu à la diétine et réintègre le conseil exécutif. Il doit quitter ses fonctions en mars 2007, à la suite d'un changement de majorité.
Aux élections législatives anticipées du 21 octobre 2007, il postule dans la circonscription de Cracovie. Il engrange 1 614 votes préférentiels, réalisant le sixième score de PiS, qui remporte seulement cinq sièges.
Zbysław Owczarski entre cependant à la Diète le 24 juin 2009, après que Zbigniew Ziobro a été élu député européen le 13 juin. Le 23 novembre 2010, il abandonne Droit et justice et rejoint le groupe des dissidents du parti La Pologne est le plus important (PjN). Il échoue à se faire réélire lors des élections législatives du 9 octobre 2011.
En 2013, PjN disparaît en fusionnant avec La Pologne ensemble (PR), dont il devient membre.

## Crédit d'auteurs
- (pl) Cet article est partiellement ou en totalité issu de l’article de Wikipédia en polonais intitulé « Zbysław Owczarski » (voir la liste des auteurs).